# Athens, Alabama
Athens là một thành phố thuộc quận Limestone, tiểu bang Alabama, Hoa Kỳ. Dân số năm 2009 là 24194 người, mật độ đạt 236 người/km².